# 偽紀錄片
一部伪纪录片（英語：pseudo-documentary、fake documentary）是指采用纪录片的形式或风格拍摄的虛構电影，故事情节都是經過設計的。伪纪录片并不像与之相关的仿纪录片，不总是讽刺或幽默。它可以使用纪实摄影技术，运用编造的布景、演员或情景，并且它可以使用数位效果来改变拍摄场景甚至创建全合成的场景。